# Strategy (canción)
«Strategy» es una canción grabada por el grupo femenino surcoreano Twice con la participación de la rapera estadounidense Megan Thee Stallion para el decimocuarto EP del grupo, Strategy. La canción y su videoclip fueron publicados con el álbum el 6 de diciembre de 2024.

## Antecedentes y lanzamiento
Twice anunció su decimocuarto EP Strategy el 21 de octubre de 2024.  El 30 de octubre «Strategy» fue anunciado como el sencillo principal del EP y con la participación de la rapera estadounidense Megan Thee Stallion, quien ya había colaborado con el grupo en el remix de la canción «Mamushi» del álbum Megan: Act II. Un adelanto de la canción fue publicado el 18 de noviembre. El primer teaser del videoclip fue publicado el 2 de diciembre, mientras que el segundo fue lanzado al día siguiente. «Strategy» fue publicado el 6 de diciembre junto con el resto del EP y el videoclip. En 2025, «Strategy» fue utilizado para la banda sonora de la película animada Las guerreras K-pop, dirigida por Maggie Kang y Chris Applehans.

## Recepción crítica
Lim Dong-yeop, crítico de IZM, describió a «Strategy» como una colaboración que debía ser una "patada" y terminó siendo "veneno". Lim menciona también que «los tonos [de Twice y Megan Thee Stallion] son tan diferentes que crean una sensación de heterogeneidad y bloquean la conexión entre las dos artistas».

## Video musical
El video musical fue publicado junto con el sencillo el 6 de diciembre y fue dirigido por Lafic.
El video muestra principalmente las estrategias que usa el grupo para llamar la atención de un interés amoroso. El videoclip comienza con Chaeyoung caminando en un cuarto blanco hacia una revista con el imágenes del grupo. Luego aparecen bailando en un cuarto con objetivos rosados donde la integrante Jihyo lanza cuchillos sugiriendo que la respuesta solo puede ser sí o sí (haciendo referencia a su sencillo de 2018 «Yes or Yes»). La rapera Megan Thee Stallion aparece para rapear su verso sobre el techo de un edificio, para luego unirse a Twice en una escena en el cuarto blanco. El videoclip finaliza con las integrantes del grupo formando un corazón sobre la revista mientras se cierra.

## Reconocimientos

### Victorias en programas musicales
| Programa   | Fecha                   | Ref.   |
| ---------- | ----------------------- | ------ |
| Music Bank | 13 de diciembre de 2024 | [ 15 ] |

## Lista de canciones
- Strategy 2.0 — EP digital de remezclas[16]

1. «Strategy» (versión 1.0) – 3:05
2. «Strategy» (remezcla de Slom) – 2:42
3. «Strategy» (versión house) – 3:00
4. «Strategy» (versión moombahton) – 2:55
5. «Strategy» (instrumental) – 2:46

## Créditos y personal
Créditos adaptados de las notas del álbum.
Estudios
- JYPE Studios – grabación, mezcla
- Criteria Studios – grabación
- 821 Sound – masterización
- Glab Studios – mezcla en Dolby Atmos

Músicos y técnicos
- Twice – voces, voces de fondo
- Megan Thee Stallion – voces, letras
- Boy Matthews – letras, composición
- Cleo Tighe – letras, composición
- Earattack – composición, arreglos, instrumentación, dirección vocal, producción vocal, grabación
- Lee Woo-hyun – composición, arreglos, instrumentación
- Kim Jong-sung – guitarra
- Shorelle – voces de fondo
- Lee Kyung-won – edición digital
- Seo Eun-il – grabación
- Lim Chan-mi – grabación
- Shawn «Source» Jarret – grabación
- Dominique «Cookisdope» Cook – asistente de grabación
- Dylan Spence – asistente de grabación
- Trinity «Aux» Wohlferd – asistente de grabación
- Leslie Brathwaite – mezcla de voces
- Lee Tae-seop – mezcla
- Kwon Nam-woo – masterización
- Shin Bong-won – mezcla en Dolby Atmos
- Park Nam-joon – asistente de mezcla en Dolby Atmos

## Posicionamiento en listas
| Lista (2024-25)                    | Mejor posición |
| ---------------------------------- | -------------- |
| Australia (ARIA)                   | 85             |
| Canadá (Canadian Hot 100)          | 67             |
| Corea del Sur (Circle)             | 112            |
| Estados Unidos (Billboard Hot 100) | 74             |
| Estados Unidos (Mainstream Top 40) | 37             |
| Filipinas (Philippines Hot 100)    | 25             |
| Global 200 (Billboard)             | 48             |
| Hong Kong (Billboard)              | 14             |
| Japón (Japan Hot 100)              | 43             |
| Malasia (Billboard)                | 19             |
| Nueva Zelanda (RMNZ Hot Singles)   | 8              |
| Reino Unido (UK Singles Chart)     | 85             |
| Singapur (RIAS)                    | 15             |
| Taiwán (Billboard)                 | 6              |

## Historial de lanzamiento
| Región         | Fecha                   | Formato                    | Versión                      | Discográfica | Ref.          |
| -------------- | ----------------------- | -------------------------- | ---------------------------- | ------------ | ------------- |
| Varios         | 6 de diciembre de 2024  | Descarga digital streaming | Solo con Megan Thee Stallion | JYP Republic | [ 32 ]        |
| Estados Unidos | 11 de diciembre de 2024 | Descarga digital           | Strategy 2.0                 | JYP Republic | [ 33 ] [ 34 ] |
| Varios         | 18 de diciembre de 2024 | Descarga digital streaming | Strategy 2.0                 | JYP Republic | [ 16 ]        |